# Tista
Tista (també Trishna o Trisrota en sànscrit que vol dir 'set' i 'tres fonts') és un riu de Sikkim, Bengala Occidental i Bangladesh.
Neix al llac Chatamu al Tibet, i tindria una font complementària al Kinchinjunga a Sikkim; creua aquest estat i forma la frontera entre Sikkim i Bengala Occidental (districte de Darjeeling), on entra seguint en direcció sud-est i després passa a Bangladesh on desaigua finalment al Brahmaputra al districte de Rangpur. El seu curs és d'uns 200 km.
Els afluents principals són el Gran Ranjit, el Rangpo, el Rilli, el Rangjo, el Rayeng, el Sivok, el Lisu o Lish, el Ghish, el Saldanga, i diversos rierols menors dels quals el principal és el Ghaghat. El Manas és una derivació d'aquest riu al que després es reincorpora després de 40 km.
Va canviar una mica el curs després de la gran inundació de 1787.